# Braniewo

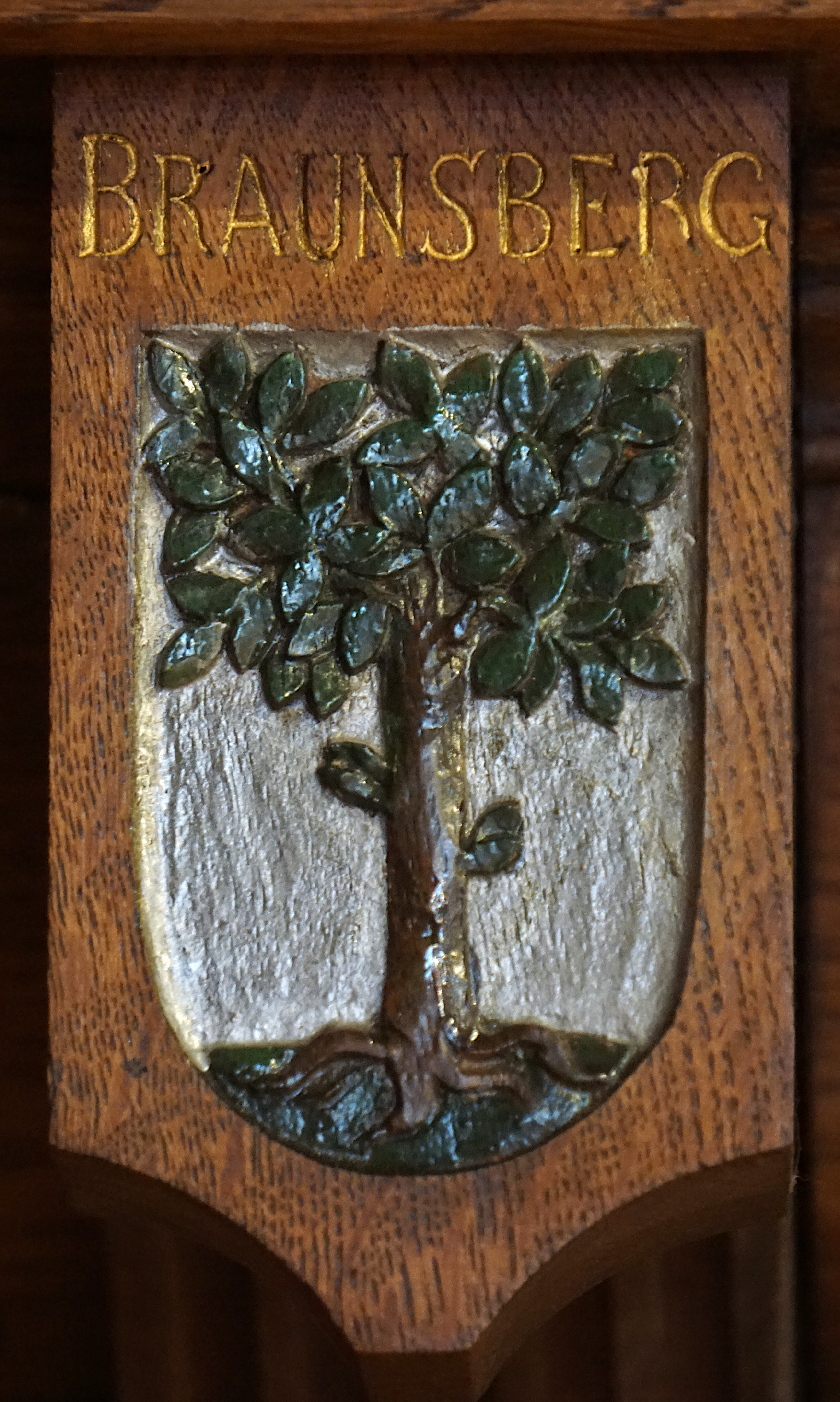
Wappen von Braunsberg im Plenarsaal des altstädtischen Rathauses in Danzig

Braniewo, deutsch Braunsberg, ist eine Stadt im Powiat Braniewski in der polnischen Woiwodschaft Ermland-Masuren, in der früheren preußischen Provinz Ostpreußen. Sie ist Sitz des Powiats und der eigenständigen Landgemeinde Braniewo.

## Geographie

### Lage
Die Stadt liegt in der historischen Region Ostpreußen, etwa sieben Kilometer von der Mündung der Passarge in das Frische Haff entfernt.
Die Passarge trennt die 1255 erbaute Braunsberger Altstadt im Westen von der 1350 hinzugekommenen Braunsberger Neustadt im Osten.
Die Grenze zur russischen Exklave Oblast Kaliningrad verläuft sechs Kilometer weiter nördlich.

### Landgemeinde Braniewo
Die Landgemeinde (Gmina) Braniewo im Powiat Braniewski in der Woiwodschaft Ermland-Masuren umfasst eine Fläche von 306,93 km² und zählt 6344 Einwohner. Sitz der Gemeindeverwaltung ist Braniewo ohne dass jedoch das Stadtgebiet zur Landgemeinde dazugehört.

## Geschichte

### Mittelalter
Ausführungen des Topographen Goldbeck aus dem Jahre 1785 zufolge ist Braunsberg nach dem Olmützer Bischof Bruno von Schauenburg benannt, der 1254 und 1267 den böhmischen König Ottokar II. Přemysl begleitete, als dieser sich im Baltikum am Kreuzzug des Deutschen Ordens gegen die Pruzzen beteiligte.
Ein anderer Erklärungsversuch geht davon aus, dass es sich bei dem Ortsnamen um eine Verformung von prußisch Brusebergue (Preußenlager) handeln könnte. Der gleichnamige Ort Braunsberg in Böhmen, der um die gleiche Zeit gegründet wurde, ist ebenfalls nach Bruno von Schauenburg benannt worden.
Der Ort nahe dem Ausfluss der Passarge (Pasłęka) ins Frische Haff vermittelte schon in Vorordenszeiten den Ein- und Ausfuhrhandel über See. Bei Groß Tromp wurde in einem Grab ein reichhaltiger Fund römischer Goldmünzen gemacht. Ein großer Stein in der Passarge bei Grunenberg wurde bis in jüngste Zeit als Opferstein bezeichnet. Bei der Schreit führte eine Furt durch die Passarge, die von Einheimischen als „Cucke“ oder „Cuckumbrasch“ benannt wurde („unterirdische“ Durchfahrt). In der Umgebung sind etliche prußische Wallanlagen, Schanzen und Burgen belegt.

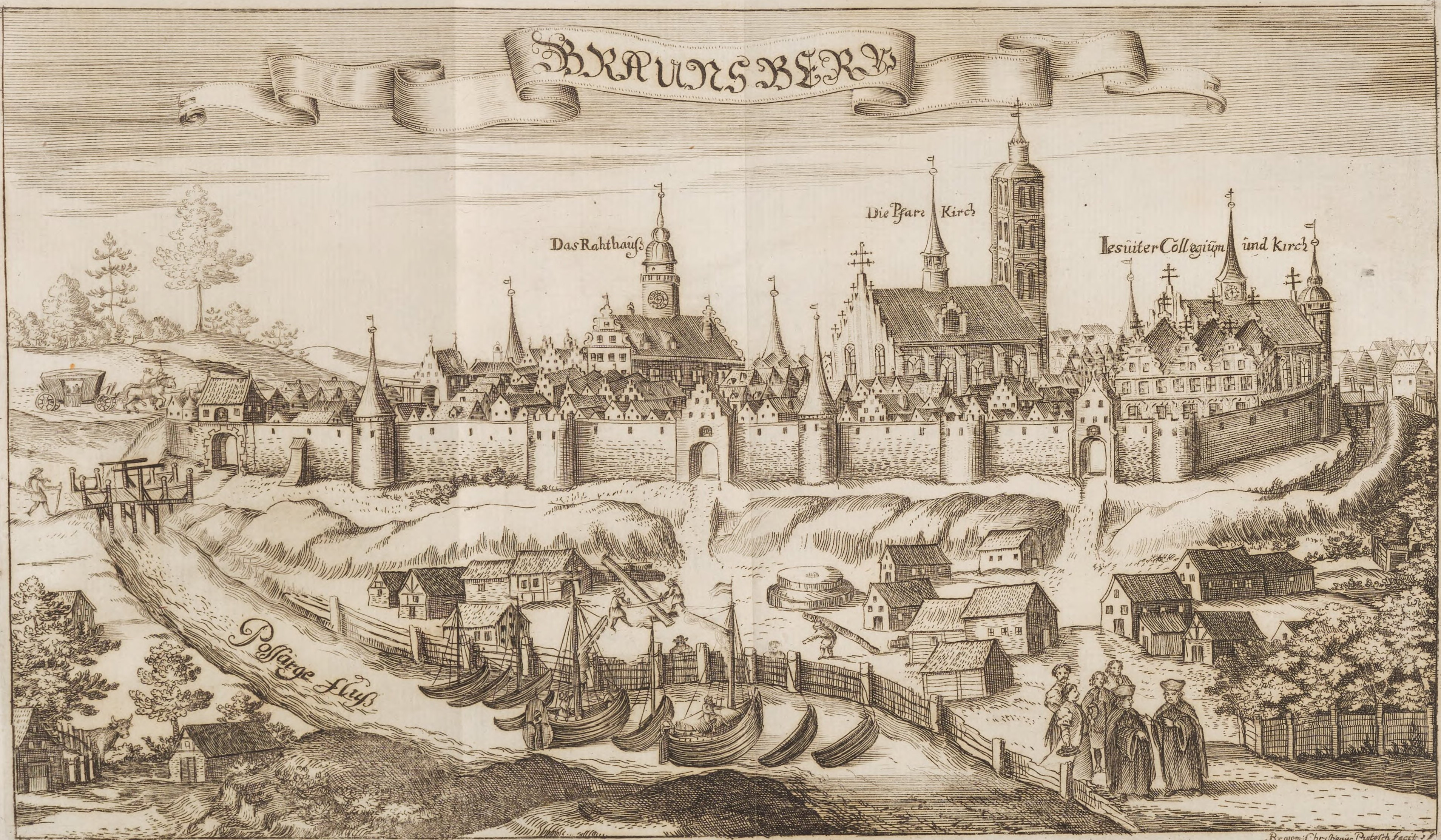
Braunsberg 1684

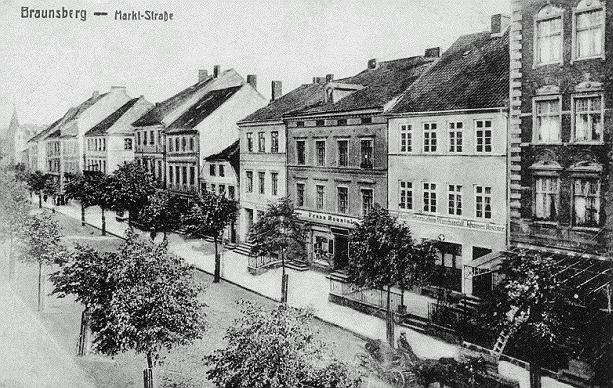
Braunsberg um 1900

Braunsberg, südwestlich von Königsberg i. Pr. und östlich des Frischen Haffs, auf einer Landkarte von 1910

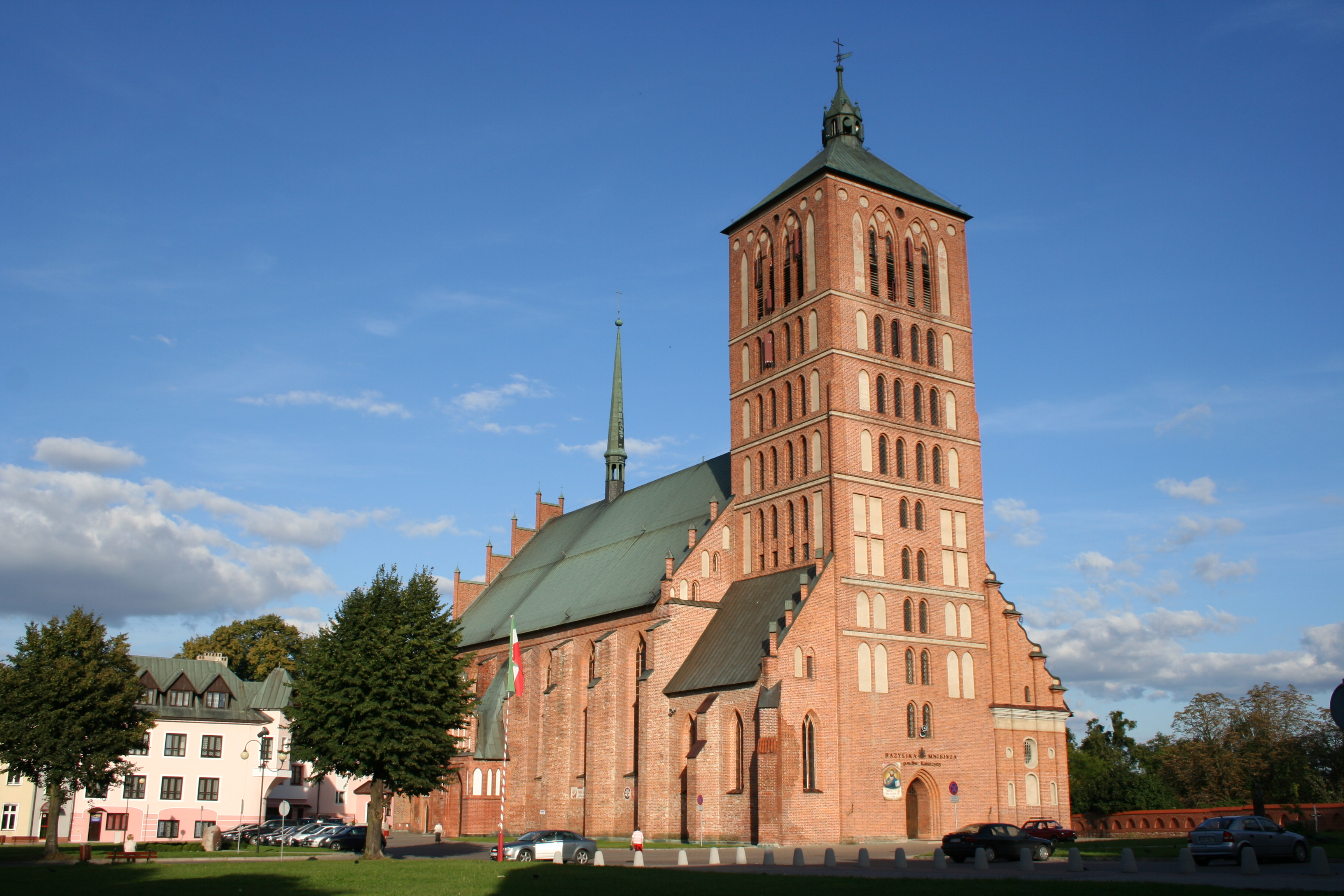
Basilika St. Katharina

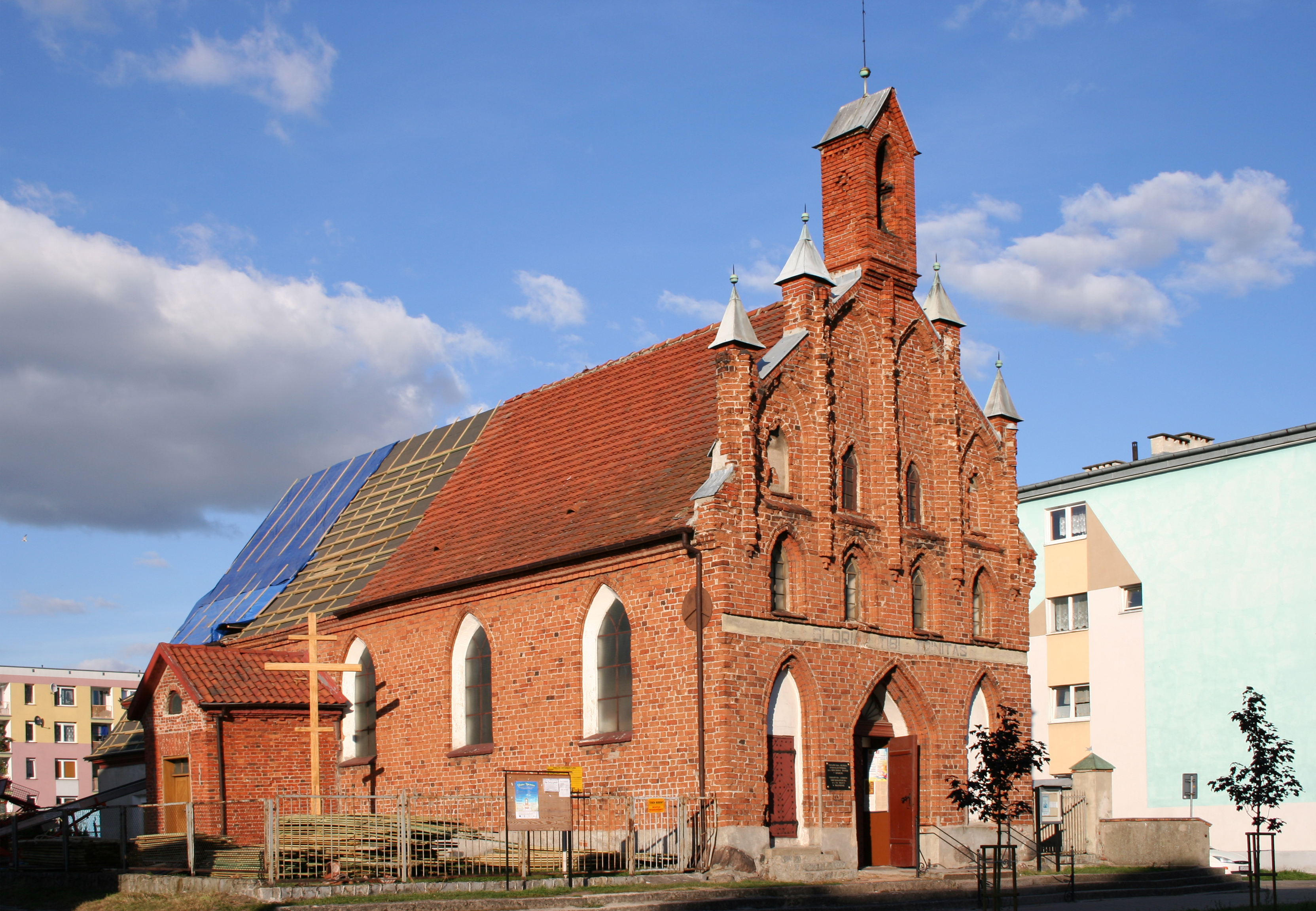
Dreifaltigkeitskirche

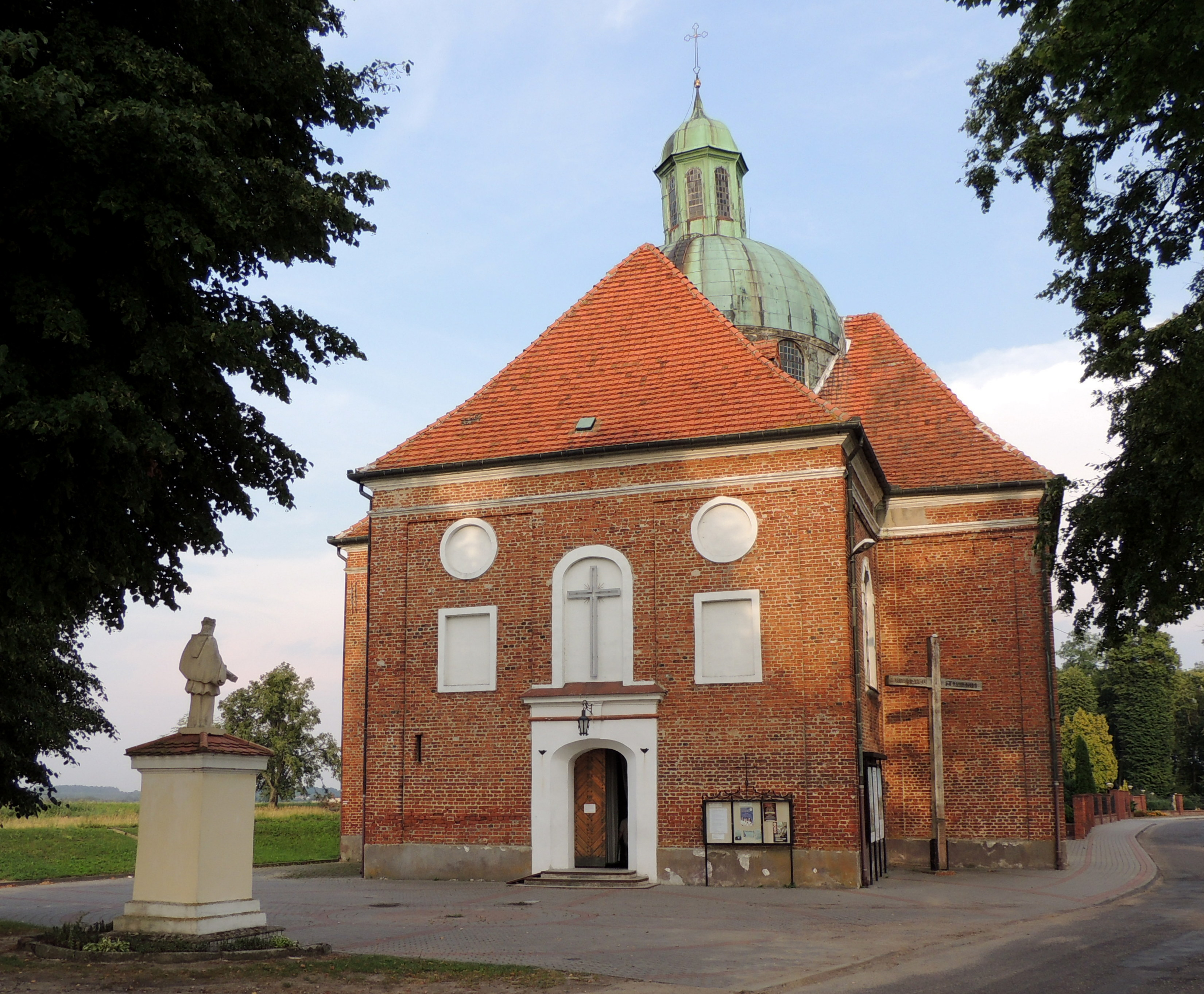
Heilig-Kreuz-Kirche

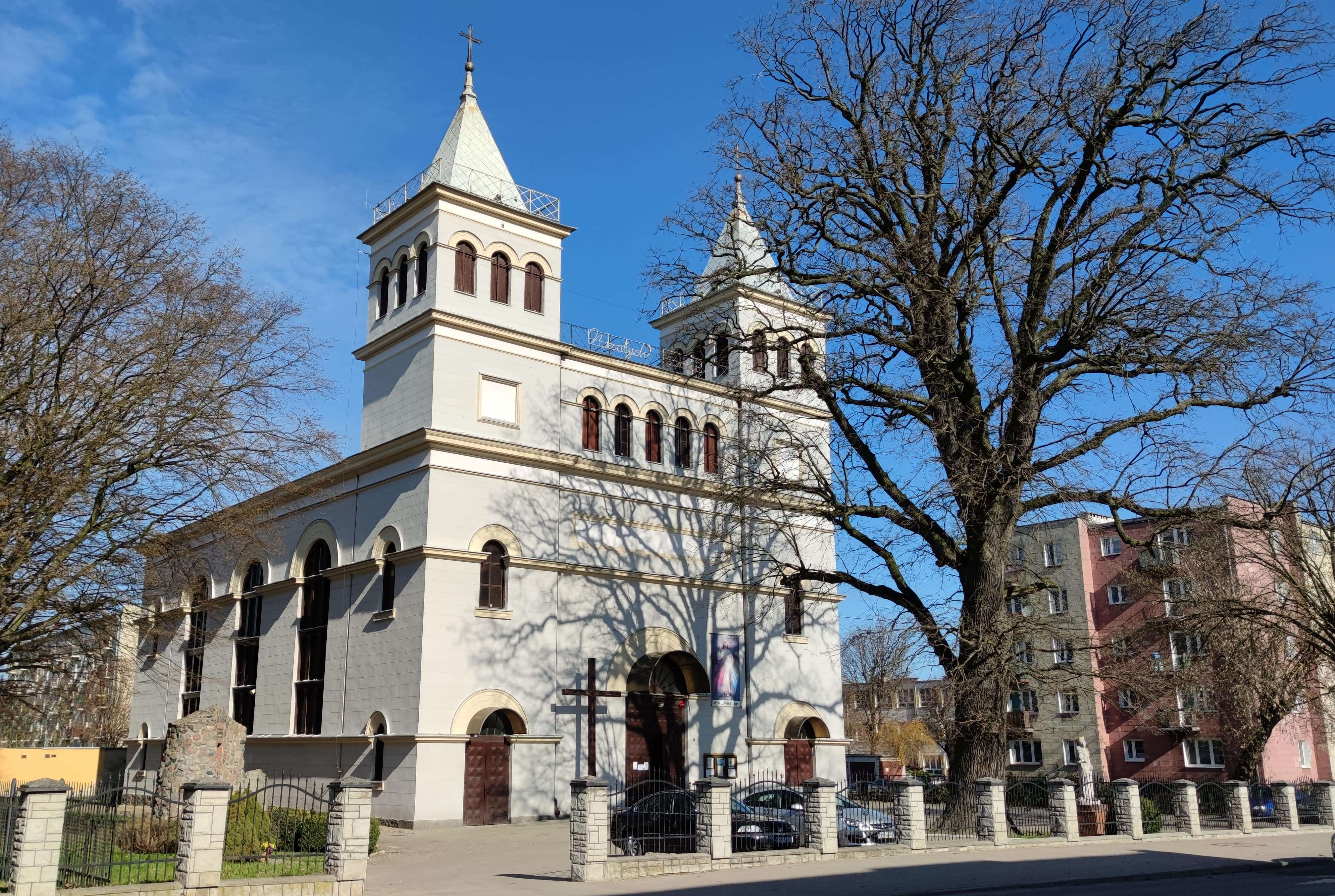
St.-Antonius-Kirche

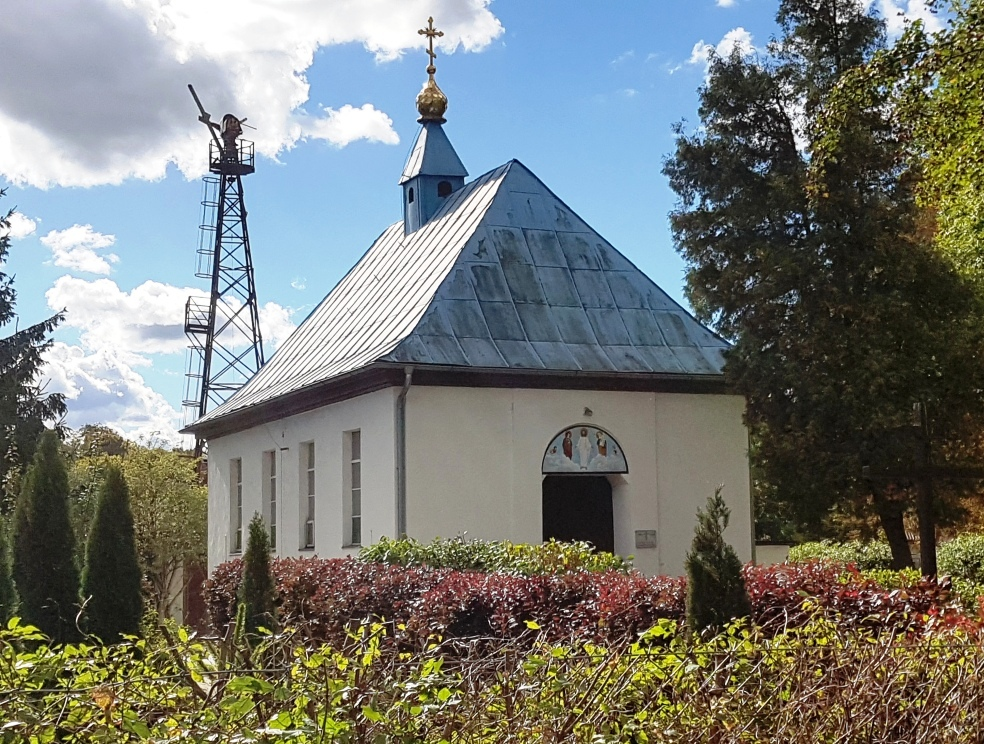
Orthodoxe Verklärungskirche

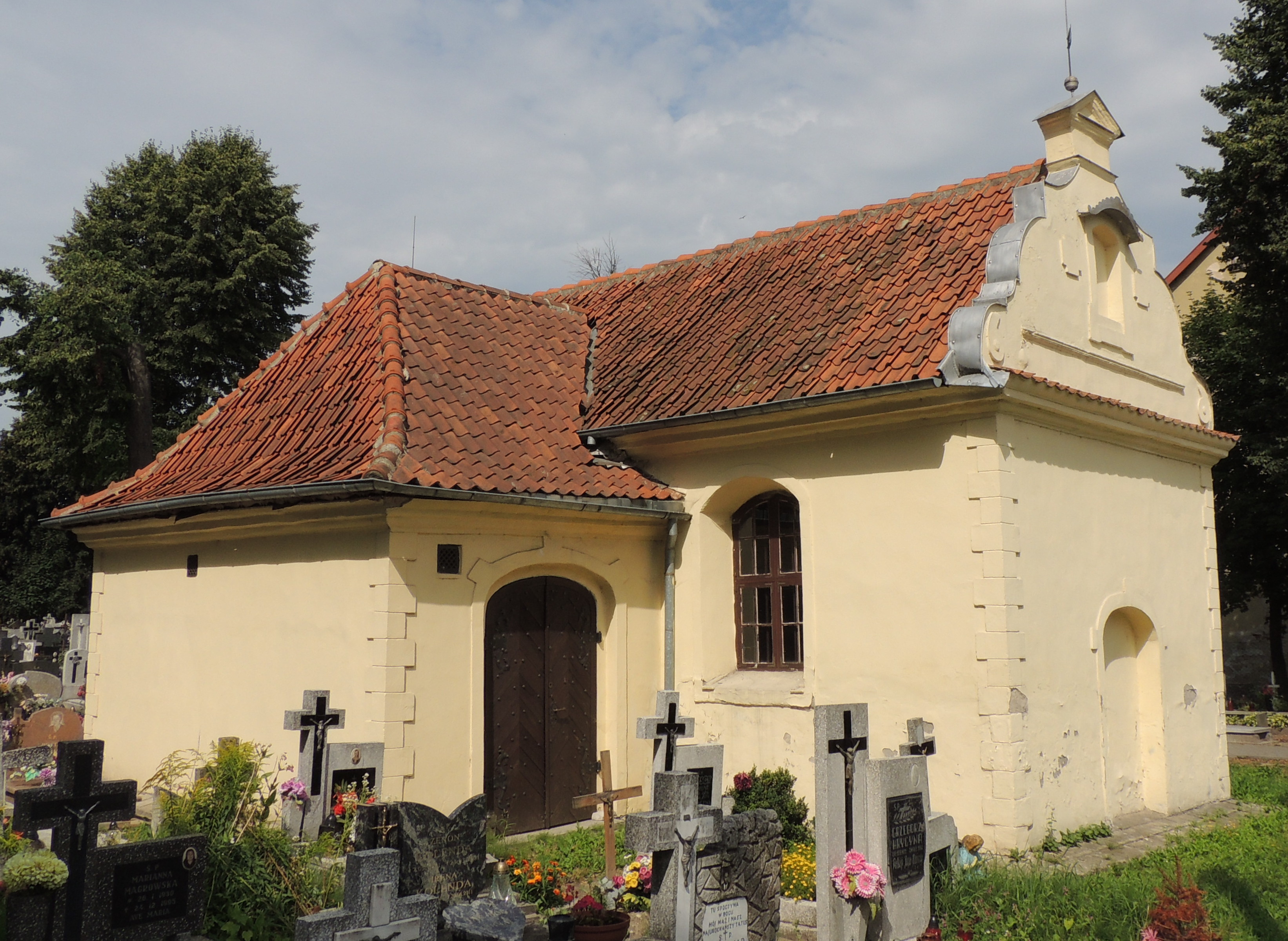
Rochuskapelle

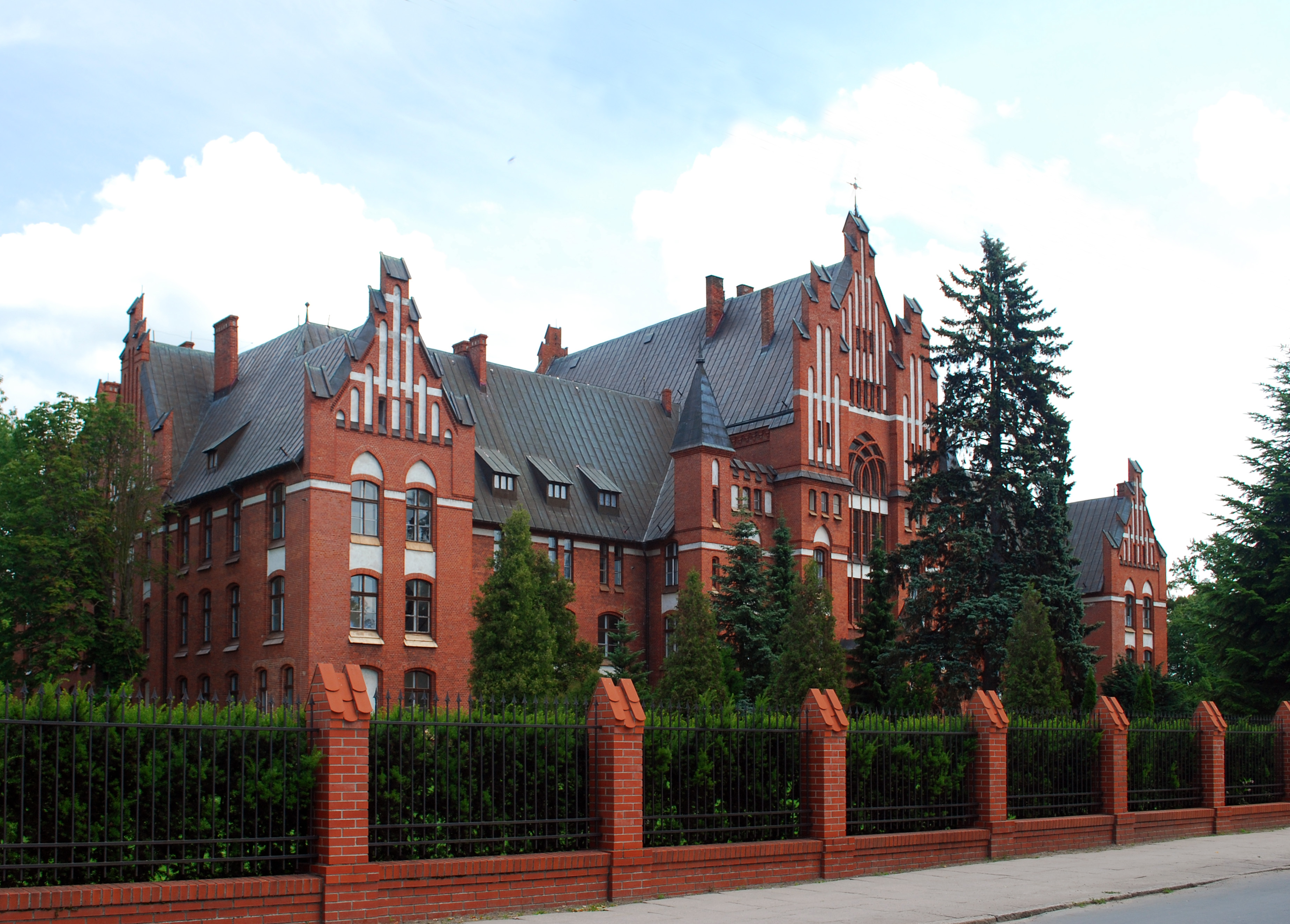
Kloster der Katharinenschwestern

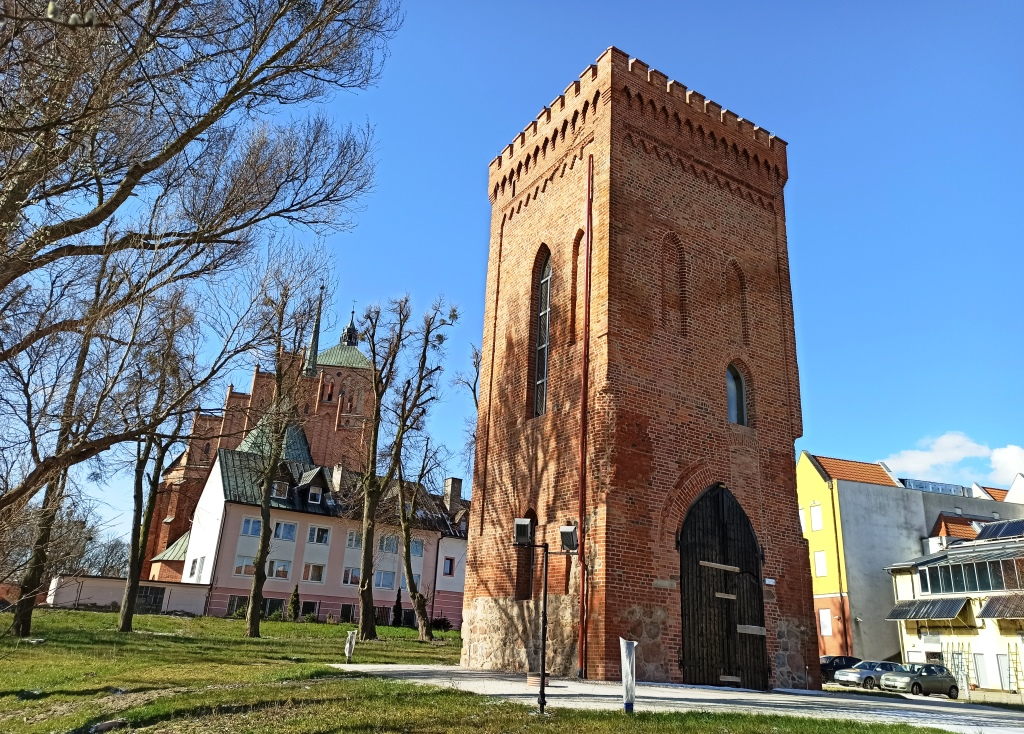
Burgtor

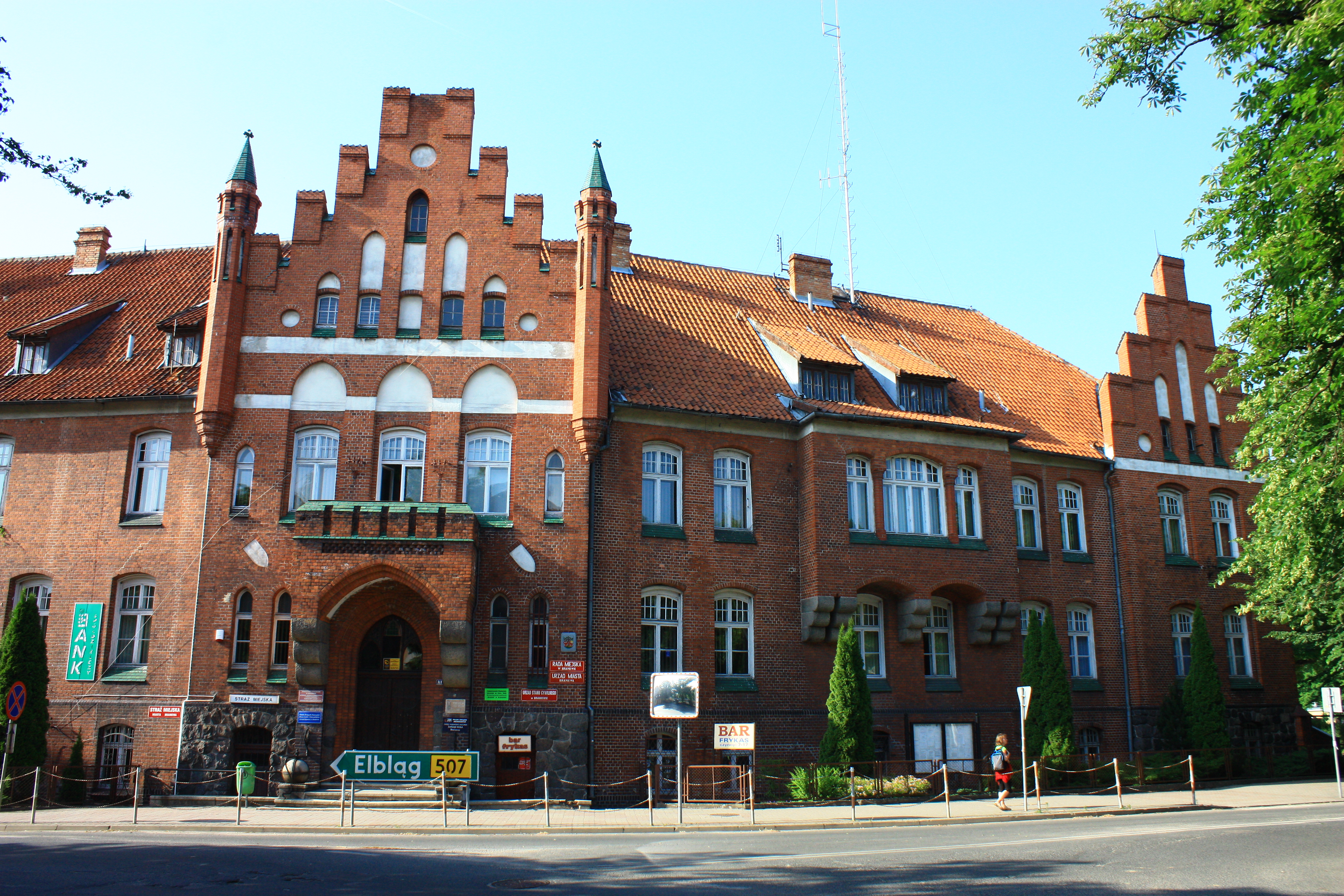
Rathaus

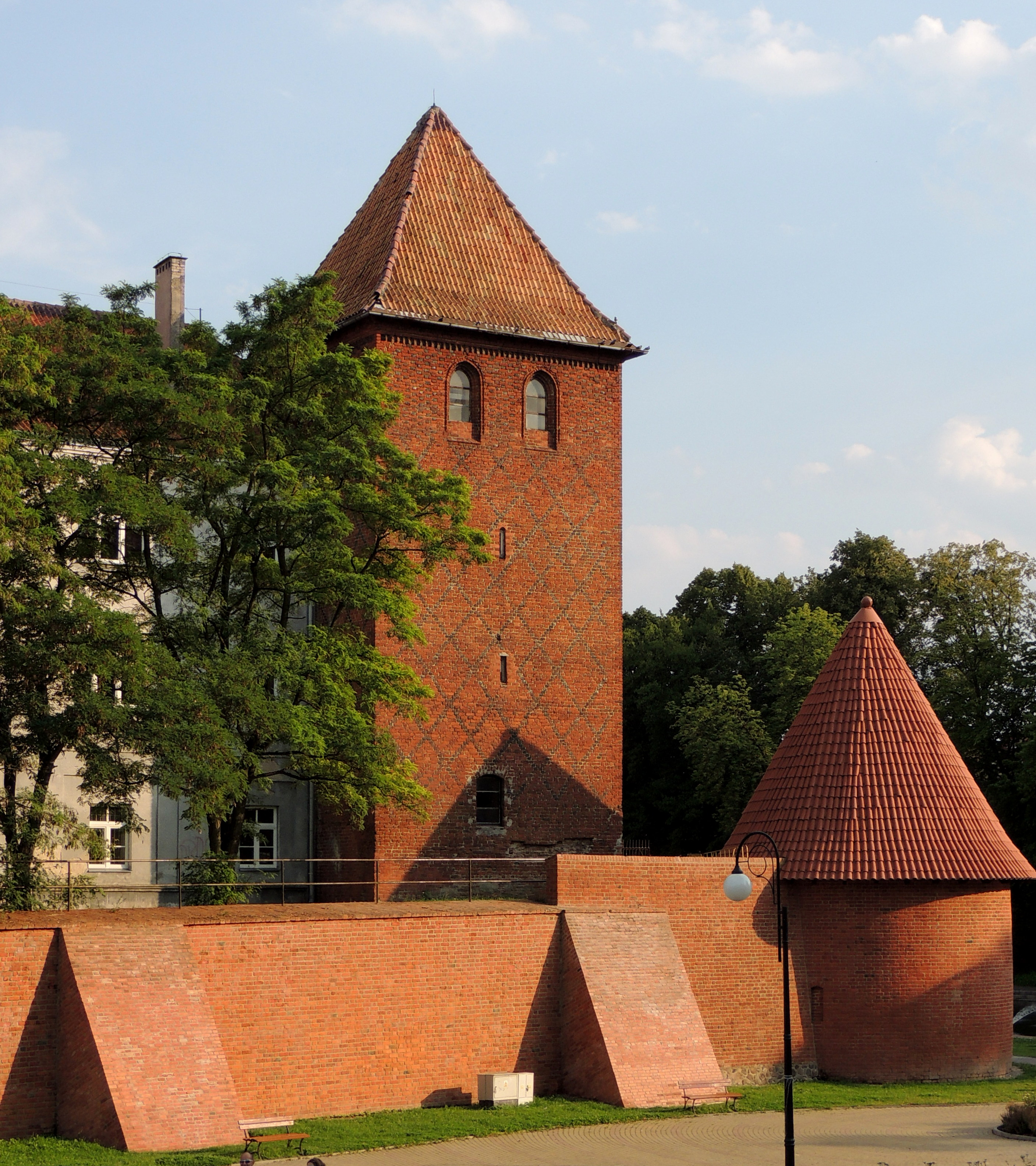
Stadtmauer mit Pfaffenturm

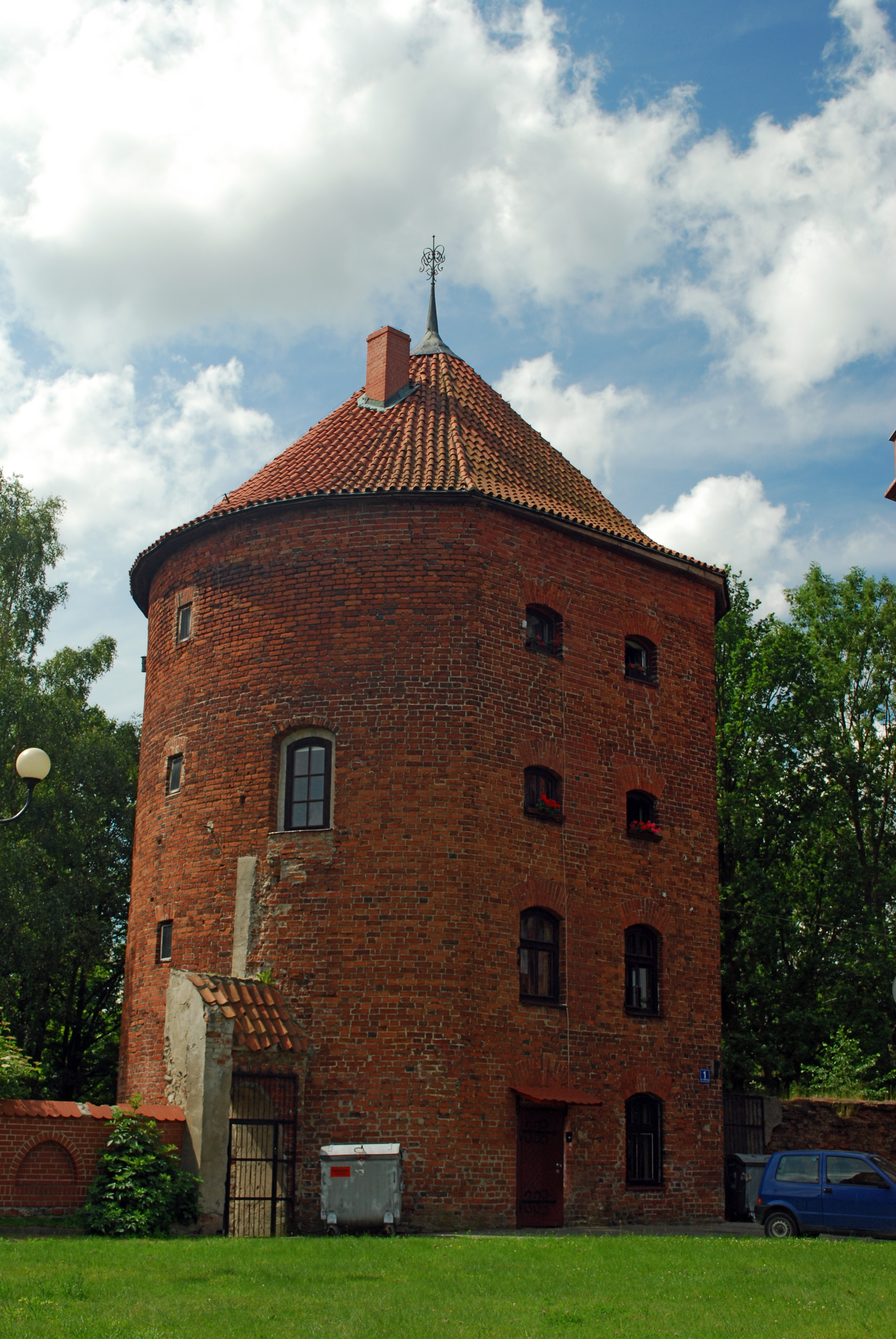
Rossmühlenturm

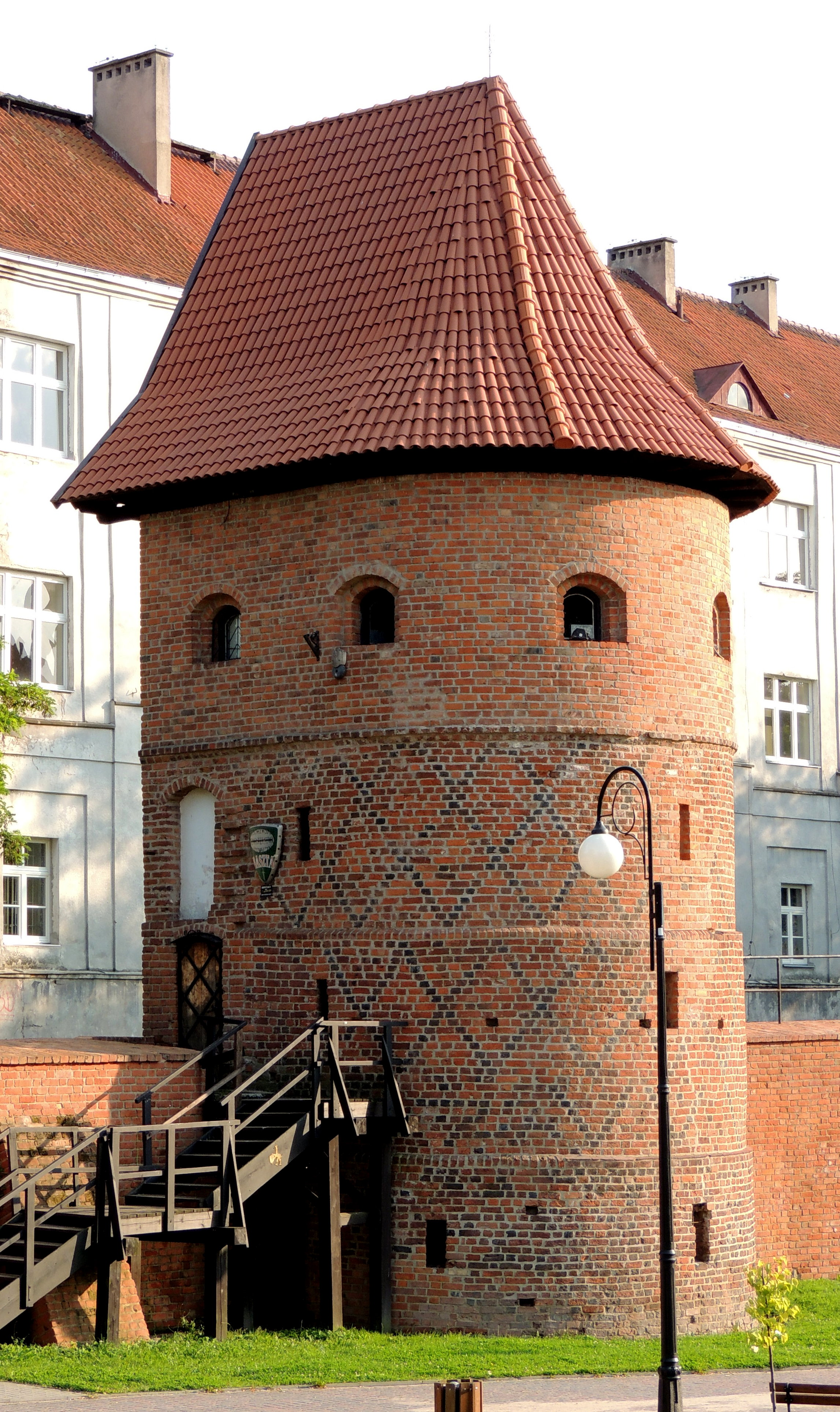
Pulverturm

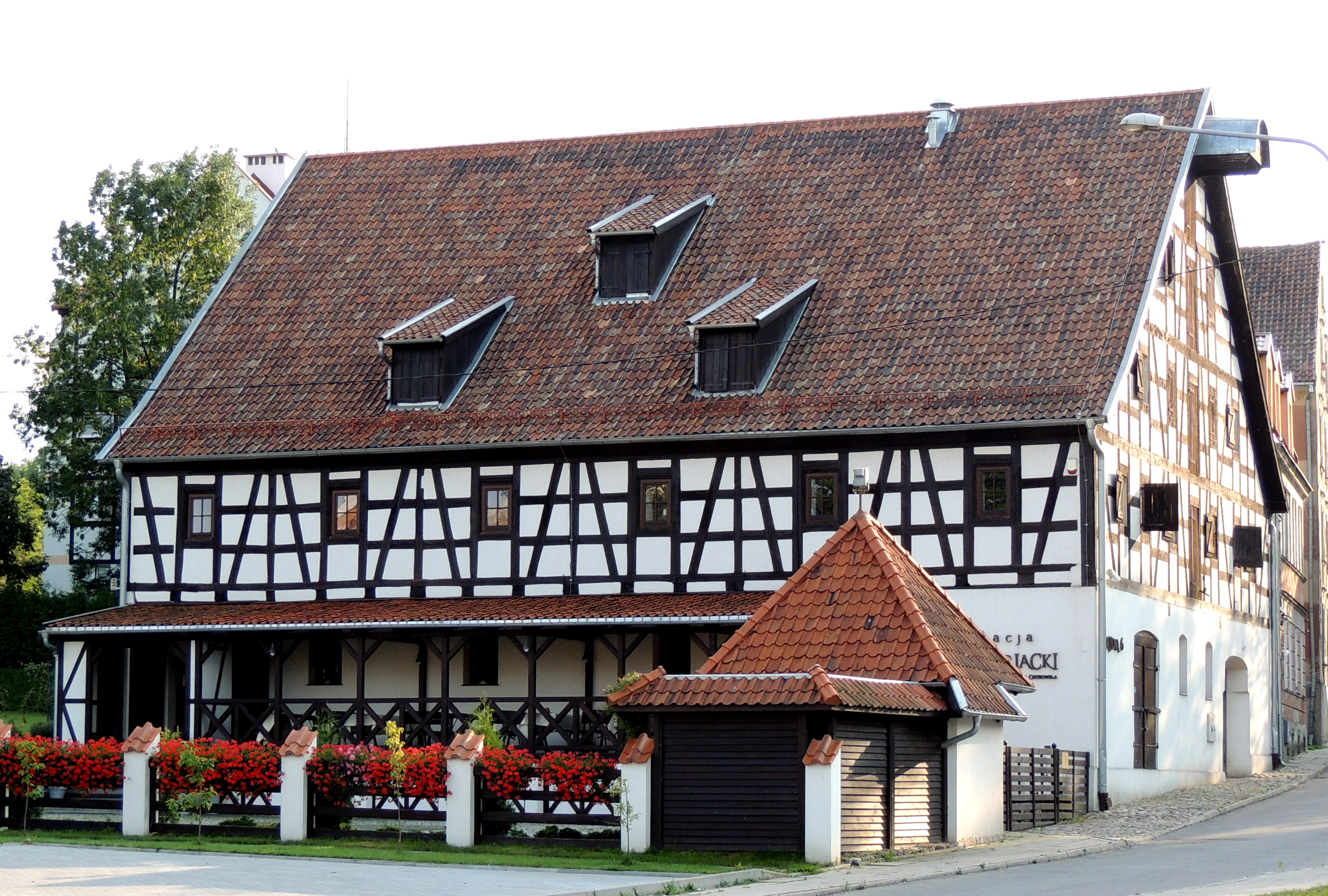
Fachwerkspeicher ul. Portowa 6

Braunsberg entstand um die Ordensburg Braunsberg des ermländischen Domkapitels und später des Bischofs von Ermland am Ufer des Flusses Passarge (polnisch Pasłęka) und wurde von Johannes Fleming, dem Sohn eines Lübecker Ratsherrn gegründet. In der Friedensurkunde vom 7. Februar 1249 wird den sich unterwerfenden Prußen die Verpflichtung auferlegt, in ihrem Gebiet besondere Kirchen zu bauen, darunter eine in Brusebergue.
Bischof Anselm gab der Stadt Braunsberg (früher Brusberg, auch Brunsberg) 1254 Stadtrechte nach Lübischem Recht. 1250 richtete Bischof Anselm aus Meißen dort das ermländische Domkapitel ein. Während des großen Aufstandes in den 1270er Jahren zerstörten die einheimischen Prußen die Stadt. Bischof Heinrich I. (1278–1300) musste das Kapitel nach Frauenburg verlegen, wo es bis zum 20. Jahrhundert blieb. Als wichtigste ermländische Handels- und Hafenstadt wurde Braunsberg 1358 Mitglied der Hanse und blieb es bis 1608. Nach dem Dreizehnjährigen Krieg (1454–1466) kam das Ermland als Teil von Königlich Preußen unter die polnische Krone.

### Frühe Neuzeit
Nachdem das umliegende Herzogtum Preußen im Jahr 1525 protestantisch geworden war, brachte nach 1551 der ermländische Bischof Stanislaus Hosius in der Stadt, die als Teil des Ermlandes unter dem Lehen der polnischen Könige stand (Preußen Königlichen Anteils), eine Gegenreformation in Gang, um ihre Bürger für den katholischen Glauben zurückzugewinnen. Zu diesem Zweck gründete er 1565 das Lyceum Hosianum, eine höhere Lehranstalt, aus der das katholische Gymnasium von Braunsberg hervorgegangen ist das bis 1945 bestand. 1578 wurde in Braunsberg ein katholisches Seminar für die Missionierung der nordischen Länder gegründet. Während des Ersten Nordischen Krieges war die Stadt für mehrere Jahre von Schweden besetzt.

### 19. Jahrhundert
Im Vierten Koalitionskrieg nahmen französische Truppen am 26. Februar 1807 Braunsberg ein.
Auf der Durchreise durch Braunsberg verfasste Karl August von Hardenberg nach einem Gespräch mit König Friedrich Wilhelm III. zwei Tage zuvor seine berühmte Braunsberger Denkschrift vom 12. November 1808, in der er darlegte, wie angesichts der Bedrohung Preußens durch Napoleon die Regierung neu geordnet werden müsse. Er empfahl dem König, – mit aller Vorsicht – dazu auch das erwachende deutsche Nationalgefühl zu nutzen: „Bei der immer drohender werdenden und nicht aus den Augen zu verlierenden Gefahr, daß Napoleon die Vernichtung Preußens beabsichtige, ist Bearbeitung und Benutzung des Nationalgeistes allerdings äußerst wichtig.“
Die Stadt war Sitz des 1818 neu eingerichteten Kreises Braunsberg. Im Jahr 1848 waren im Hafen von Braunsberg vier Handelsschiffe beheimatet. Am 1. August 1853 wurde die Eisenbahn nach Königsberg eröffnet (siehe Preußische Ostbahn). Durch die Verkehrslage begünstigt, blieb Braunsberg eine der größeren und wirtschaftlich bedeutendsten Städte im südlichen Ostpreußen und war nach Allenstein die zweitgrößte Stadt des Ermlands.

### 20. Jahrhundert
Am Anfang des 20. Jahrhunderts hatte Braunsberg eine evangelische Kirche, vier katholische Kirchen, eine Synagoge und ein Landgericht.
Bis 1945 war Braunsberg Verwaltungssitz des Landkreises Braunsberg im Regierungsbezirk Königsberg der preußischen Provinz Ostpreußen des Deutschen Reichs.
Um die NS-Diktatur in Braunsberg „hindernisfrei“ durchzusetzen, wurde Bürgermeister Ludwig Kayser, der seit 1929 Bürgermeister war, im Mai 1935 aus politischen Gründen (§ 6 des Gesetzes zur Wiederherstellung des Berufsbeamtentums) fristlos entlassen. 
Am Ende des Zweiten Weltkrieges war die Stadt wochenlang schwer umkämpft. Im Januar 1945, nach Beginn der sowjetischen Offensive gegen Ostpreußen, hatte zwar ein Teil der Bevölkerung Braunsberg verlassen. Doch befanden sich noch viele Frauen und Kinder in der Stadt, dazu waren zahlreiche Flüchtlinge (mit Trecks) aus den östlichen Teilen der Provinz gekommen. Die Lazarette waren mit Verwundeten überfüllt. Am 5. Februar griff die sowjetische Luftwaffe erstmals ganztägig Braunsberg mit Bomben und Bordwaffen an, besonders die Altstadt war betroffen. Am 9. Februar folgte ein leichterer, am 15. Februar wieder ein Großangriff. Brandbomben in Kombination mit Sprengbomben verwandelten die Stadt in ein Flammenmeer. Braunsberg wurde durch die Luftangriffe, Artilleriebeschuss und Bodenkämpfe zu 80 Prozent zerstört. Die bis dahin gut erhaltene historische Altstadt mit dem altstädtischen Rathaus, den so genannten Hanse-Speichern und den Laubenhäusern am Markt ging in Flammen auf. Der Turm der Katharinenkirche wurde als wichtige Landmarke von deutschen Pionieren gesprengt. Nur die evangelische Kirche aus der Schule Schinkels blieb erhalten.
Am 20. März 1945 eroberte die Rote Armee Braunsberg. Während die vor der Front geflüchteten Einwohner zahlreich in die Stadt zurückkehrten, ergriff Jakub Prawin (1901–1957), der am 30. März 1945 ernannte Regierungsbevollmächtigte der Volksrepublik Polen für den Verwaltungsbezirk Masuren, erste Maßnahmen zu ihrer Vertreibung und zur Ansiedlung von Polen. Die Kreiseinteilung behielt die polnische Verwaltung bei, doch wurde Braunsberg unter der Ortsbezeichnung „Braniewo“ verwaltet und die Einwohner „verifiziert“. Im Juni 1945 lebten 94 Polen, 10 „Masuren“, das waren die Verifizierten, und 4.800 Deutsche in der Stadt; im August 1945 waren es 400 Polen, 40 Masuren und bereits 10.319 Deutsche, darunter viele Flüchtlinge aus anderen Orten Ostpreußens. Die arbeitsfähigen deutschen Einwohner wurden größtenteils auf die umliegenden Dörfer verteilt, so dass im Januar 1946 nur noch 884 Deutsche in der Stadt lebten. Der Beginn der systematischen Vertreibung verzögerte sich wegen fehlender Bahnverbindungen infolge der nahen Grenze zur sowjetischen Oblast Kaliningrad bis in den Oktober 1946. Braniewo hatte Ende Dezember 1946 3.331 polnische und 255 deutsche Einwohner.
Das historische Stadtbild ging wegen der von 1955 bis 1959 durchgeführten Abrissarbeiten zur Gewinnung von Ziegeln für den Wiederaufbau Warschaus und die Errichtung von Plattenbauten in der Innenstadt verloren. Bedingt durch die Randlage an der Staatsgrenze erholte sich die Stadt nur langsam, sie erlebte eine Stagnation.
Im Jahr 1990 wurden in freien Wahlen neue Kommunalbehörden und ein Bürgermeister gewählt. Eine deutliche wirtschaftliche Belebung sowie eine schrittweise Rekonstruktion von Altstadtvierteln erfuhr Braniewo erst dank der Öffnung der Grenze nach dem Zerfall der Sowjetunion.

### Demographie
| Jahr | Einwohner | Anmerkungen                                                                                  |
| ---- | --------- | -------------------------------------------------------------------------------------------- |
| 1782 | 04370     | in 621 Haushaltungen, ohne die Garnison und deren Zivilangehörige                            |
| 1818 | 04575     | [ 17 ]                                                                                       |
| 1828 | 05980     | [ 18 ]                                                                                       |
| 1831 | 07144     | [ 19 ]                                                                                       |
| 1832 | 08291     | in 659 Häusern                                                                               |
| 1852 | 9148      | am Jahresende                                                                                |
| 1858 | 9066      | davon 6601 Katholiken, 2344 Evangelische, 105 Juden und 16 Mennoniten                        |
| 1864 | 10.618    | am 3. Dezember                                                                               |
| 1867 | 10.681    | am 3. Dezember                                                                               |
| 1871 | 10.471    | davon 3216 Evangelische, 7104 Katholiken, 15 sonstige Christen und 136 Juden                 |
| 1875 | 10.796    | [ 25 ]                                                                                       |
| 1880 | 11.542    | [ 25 ]                                                                                       |
| 1885 | 10.759    | am 1. Dezember, davon 3039 Evangelische, 7574 Katholiken, 16 sonstige Christen und 130 Juden |
| 1890 | 10.351    | davon 3181 Evangelische, 7559 Katholiken und 104 Juden                                       |
| 1900 | 12.497    | mit der Garnison (ein Grenadierbataillon Nr. 3), davon 3935 Evangelische und 99 Juden        |
| 1910 | 13.601    | davon 9290 Katholiken, 4212 Evangelische und 69 Juden                                        |
| 1925 | 13.893    | davon 4211 Evangelische, 9587 Katholiken, 19 sonstige Christen und 52 Juden                  |
| 1933 | 15.325    | davon 4299 Evangelische, 10.896 Katholiken, keine sonstigen Christen und 67 Juden            |
| 1939 | 21.142    | davon 6106 Evangelische, 12.435 Katholiken, 21 sonstige Christen und zehn Juden              |

## Religionen

### Christentum

#### Römisch-katholische Kirche
Pfarrgemeinden:
Die Römisch-katholische Kirche ist die in der Stadt am stärksten vertretene christliche Konfession. Sie zählt heute vier Pfarrgemeinden mit jeweils eigenem Gotteshaus.
Dekanat Braniewo:
Braniewo ist Sitz eines Dekanats im Erzbistum Ermland. Gehörten ihm früher   neun Pfarrgemeinden zu, so sind es – nach Auflösung des Dekanats Frauenburg im Jahre 2022 – 15 Pfarreien:
Neben den vier Stadtgemeinden sind es die Landpfarreien:
| Polnischer Name | Deutscher Name |  | Polnischer Name | Deutscher Name  |
| --------------- | -------------- |  | --------------- | --------------- |
| Bludowo         | Bludau         |  | Płoskinia       | Plaßwich        |
| Chruściel       | Tiedmannsdorf  |  | Szyleny         | Schillgehnen    |
| Frombork        | Frauenburg     |  | Tolkowiec       | Tolksdorf       |
| Gronowo         | Grunau         |  | Wielkie Wierzno | Groß Rautenberg |
| Lipowina        | Lindenau       |  | Żelazna Góra    | Eisenberg       |
| Pierzchały      | Pettelkau      |  |                 |                 |

#### Griechisch-katholische Kirche
In Braniewo besteht eine Gemeinde der Griechisch-katholischen Kirche. Sie ist dem Dekanat Elbląg (Elbing) in der Eparchie Olsztyn-Danzig zugeordnet.

#### Polnisch-Orthodoxe Kirche
Zum Dekanat Danzig in der Diözese Białystok-Danzig der Polnisch-Orthodoxen Kirche gehört eine weitere christliche Gemeinde in Braniewo.

#### Evangelische Kirche
Ortsgemeinde:
Bis 1945 bestand in dem damaligen Braunsberg eine evangelische Kirchengemeinde. Sie gehörte zum Kirchenkreis Ermland und dem speziellen Superintendenturbezirk Braunsberg in der Kirchenprovinz Ostpreußen der Kirche der Altpreußischen Union.
Ab 1911 bildete sie mit der Kirchengemeinde in Alt Passarge (polnisch Stara Pasłęka) eine „Verbundene Kirchengemeinde“. 1830 errichtete die Kirchengemeinde in Braunsberg ein eigenes Kirchengebäude, das sich nunmehr und nach Auflösung der evangelischen Gemeinde im Besitz der römisch-katholischen Kirche befindet. Heute in Braniewo lebende evangelische Kirchenglieder gehören zur Diözese Masuren der Evangelisch-Augsburgischen Kirche in Polen.
Kirchenkreis Ermland/Superintendenturbezirk Braunsberg:
Braunsberg gehörte bis 1945 zum Kirchenkreis Ermland, der in die Superintendenturbezirke Allenstein (polnisch Olsztyn) und Braunsberg unterteilt war. Dem Bezirk Braunsberg waren zugeordnet die Pfarrgemeinden::
| Deutscher Name              | Polnischer Name            |  | Deutscher Name | Polnischer Name |
| --------------------------- | -------------------------- |  | -------------- | --------------- |
| Braunsberg mit Alt Passarge | Braniewo mit Stara Pasłęka |  | Mehlsack       | Pieniężno       |
| Frauenburg mit Tolkemit     | Frombork mit Tolkmicko     |  | Regerteln      | Rogiedle        |
| Guttstadt                   | Dobre Miasto               |  | Wormditt       | Orneta          |
| Heilsberg                   | Lidzbark Warmiński         |  |                |                 |

### Judentum
Erste wenige Juden ließen sich in den 1740er Jahren in Braunsberg nieder. Sie besaßen Schutzbriefe des ermländischen Bischofs bzw. der Fürstbistums. Die meisten jüdischen Zuwanderer stammten aus nahen westpreußischen Gebieten.
Zu Beginn des 19. Jahrhunderts bildete sich in Braunsberg eine kleine jüdische Gemeinschaft, die zunächst einen Betsaal in einem Privathaus nutzte. 1854/55 ließ die Gemeinde in der Neustadt ein Synagogengebäude errichten, das 1855 eingeweiht wurde. 1858 gründete sich eine Kultusgemeinde, einer deren ersten Vorsteher Nathan Rosenheim war, der auch jahrelang als Ratsherr in Braunsberg amtierte. Bereits seit etwa 1835 verfügte die Gemeinde über einen eigenen Friedhof.
Im Jahre 1890 waren in der Stadt 104 jüdische Einwohner registriert. Danach setzte eine deutliche Abwanderung jüdischer Familien ein. Im Jahre 1933 lebten nur noch 52 jüdische Bürger hier, im Jahre 1939 lediglich noch zehn. In der Pogromnacht wurde die Synagoge von SA-Angehörigen in Brand gesteckt und der jüdische Friedhof geschändet. Es erfolgte die „Arisierung“ jüdischen Eigentums und die Vertreibung der jüdischen Bewohner Braunsbergs. Die Synagogenruine wurde später abgetragen, und vom Friedhof alle Spuren ausgelöscht.

## Kultur und Sehenswürdigkeiten

### Bauwerke

#### Kirchen
Katharinenkirche
Der Bau der Katharinenkirche begann im Jahr 1346, der Baubeginn für den 60 Meter hohen Kirchturm erfolgte 1426. Das in Backsteingotik errichtete Gebäude verfügt über einen für das Ermland typischen, massigen Turm und ist eine der größten Kirchen des Ermlands. In den Kämpfen um Ostpreußen in den letzten Monaten des Zweiten Weltkriegs wurde die Kirche und insbesondere der Turm stark zerstört. Die Kirche wurde in den 1980er Jahren wiederaufgebaut, der Turm rekonstruiert.
Im Großen Nordischen Krieg zerschlugen polnische Truppen die alte Glocke aus Bronze. In einer langen lateinischen Inschrift ist der Neuguss aus dem Material der alten Glocke dargelegt. Hierin werden der Bischof Johannes Szembek (1680–1740), der Erzpriester Johannes Gaziorowski, der Kirchenrendant H(einrich) Schorn, der Gießer A(ndreas) Dörling aus Königsberg und das Gussdatum, 24. Oktober 1726, erwähnt.
Die andere Glockenseite trägt die Widmung: Benedicamus Patrem et Filium cum Sancto Spiritu. Laudemus et Superexaltemus eum in Saecula (dt. „Lasst uns den Vater und den Sohn mit dem Hl. Geist preisen. Wir wollen ihn loben und erheben in Ewigkeit“) Auf der Glocke sind auch die beiden Apostel Peter und Paul dargestellt.
Der Klang der großen Glocke hatte Napoleon 1812 derart begeistert, dass er sie nach Frankreich mitnehmen wollte. Als „musikalisch wertvollste Glocke“ Ostpreußens entging sie zwar im Ersten Weltkrieg den damaligen Metallsammlungen, wurde jedoch 1942 im Zuge der erneuten Metallsammlungen konfisziert und zum Glockenfriedhof in Hamburg verbracht. Sie hängt heute in der Neuen Benediktinerabtei Kornelimünster bei Aachen. Die Verbringung nach Hamburg bewahrte sie vor der Vernichtung bei den Kämpfen um Braunsberg im März 1945.
- Dreifaltigkeitskirche, spätgotischer Bau von 1437, von 1583 bis 1584 und im 17. und 18. Jahrhundert. 1945 schwer beschädigt und 1951 wieder aufgebaut, jetzt Griechisch-katholische Kirche in Polen
- Heilig-Kreuz-Kirche, barock, 1731 geweiht, Kuppel 1742 vollendet
- St.-Antonius-Kirche, erbaut von 1830 bis 1838 nach Entwurf von Karl Friedrich Schinkel im klassizistischen Stil, bis 1945 evangelisch
- Verklärungskirche, erbaut im 19. Jahrhundert, seit 1949 Polnisch-Orthodoxe Kirche
- Rochuskapelle, erbaut von 1709 bis 1710 im barocken Stil

#### Weitere Gebäude
- Kloster Regina Coeli der Katharinenschwestern, von 1904 bis 1906 im neugotischen Stil errichtet
- Fachwerkspeicher am Ufer der Passarge, wie dem Marienspeicher (Spichlerz Mariacki) in der ul. Portowa 6, erbaut 17.–19. Jahrhundert
- Burgtor, einziger erhaltener Bauteil der Bischofsburg mit St.-Andreas-Kapelle im 1. Obergeschoss, erbaut im 14. Jahrhundert
- Stadtmauer und Türme aus dem Mittelalter, wie dem Rossmühlenturm, dem in das Lyceum Hosianum einbezogenen Pfaffenturm sowie dem Pulverturm aus dem 14./15. Jahrhundert
- Rathaus, neugotisch, errichtet 1878
- Gerichtsgebäude, ehemals Landgericht Braunsberg, jetzt Bezirksgericht Braniewo, erbaut 1879 im neugotischen Stil

## Wirtschaft und Infrastruktur

### Handel
Der Handel blühte auf, als es im Jahre 2012 Russen, die seit mindestens drei Jahren im Kaliningrader Gebiet wohnen, ermöglicht wurde, durch den „kleinen Grenzverkehr“ visumfrei das angrenzende Nordostpolen zu besuchen. Seither kamen tagtäglich viele Russen zum Einkaufen nach Braniewo. Im Norden der Innenstadt entstanden zahlreiche Geschäfte. Seit dem 4. Juli 2016 ist der kleine Grenzverkehr zwischen Polen und dem russischen Kaliningrader Gebiet ausgesetzt.

### Verkehr

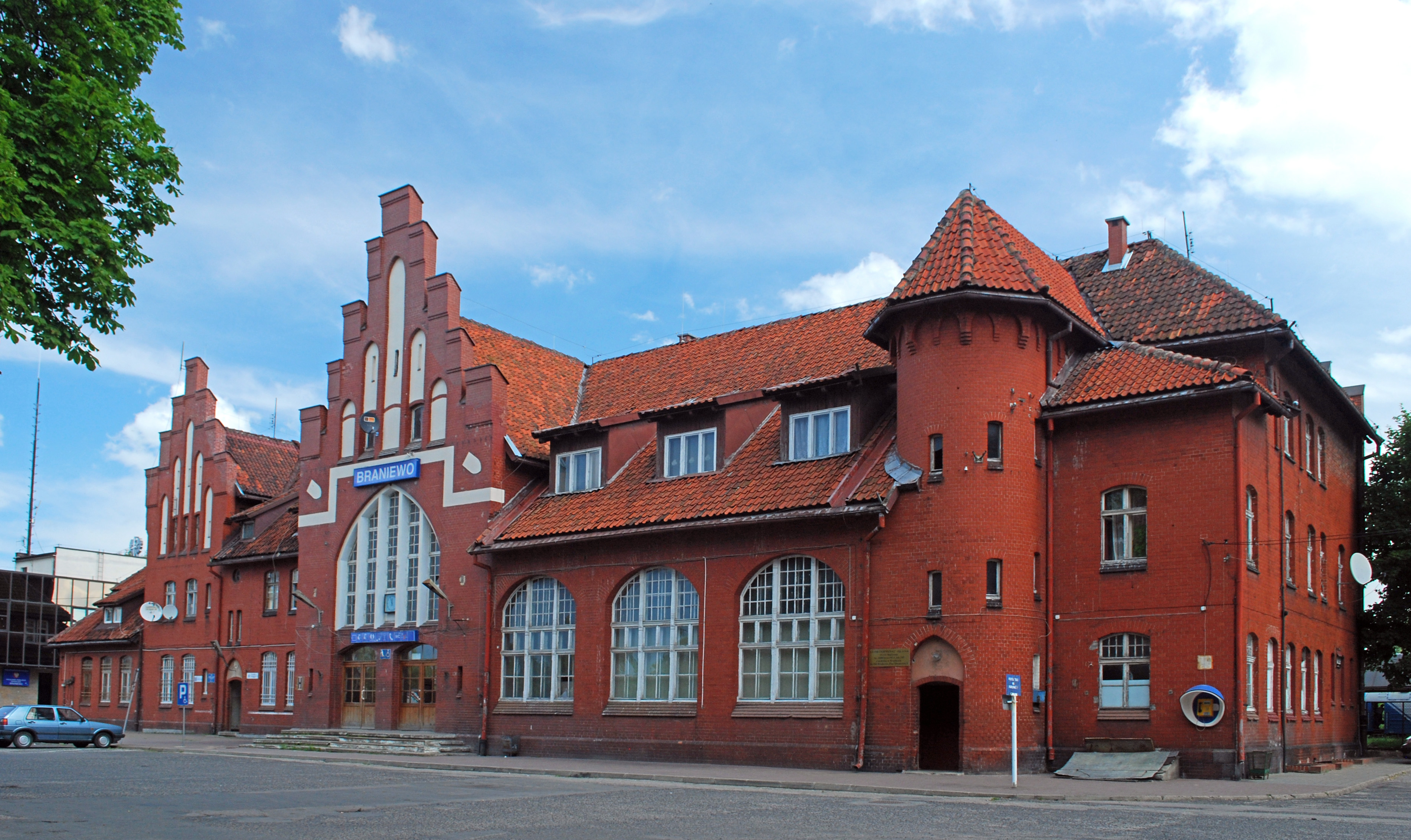
Bahnhof

Die 60 Kilometer nordöstlich gelegene Stadt Kaliningrad (Königsberg), in der gleichnamigen russischen Oblast, ist über die Landesstraße 54 und Woiwodschaftsstraße 504 (beide führen über die Trasse der ehemaligen Reichsstraße 1) oder mit der Eisenbahn zu erreichen. 51 Kilometer südwestlich liegt Elbląg (Elbing).
Der Bahnhof Braniewo liegt an der hier nur noch im Güterverkehr betriebenen Bahnstrecke Malbork–russische Grenze bei Braniewo und ist Endpunkt der Bahnstrecke Olsztyn Gutkowo–Braniewo und der größtenteils stillgelegten Bahnstrecke Elbląg–Braniewo, bis 1945 als „Haffuferbahn“ bekannt.

### Bildung und Forschung
Die Staatliche Akademie Braunsberg in Ostpreußen ging 1912 durch Umbenennung aus dem Lyceum Hosianum hervor.

### Gerichte

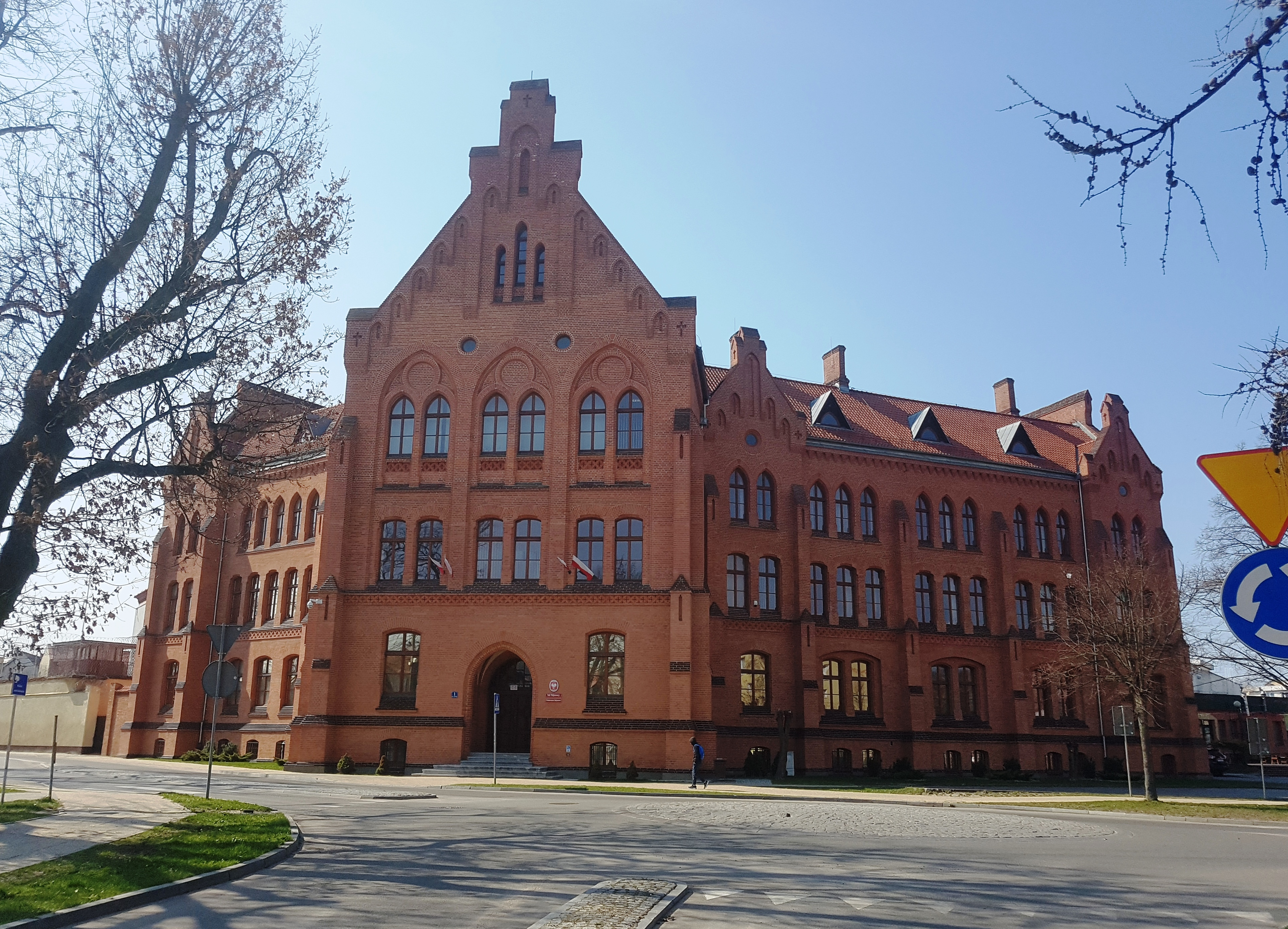
Bezirksgericht

1821 wurde das Stadtgericht Braunsberg, das Justizamt Braunsberg und andere Gerichte zum Land- und Stadtgericht Braunsberg zusammengefasst. 1849 wurden die Patrimonialgerichte aufgehoben und das Land- und Stadtgericht in das Kreisgericht Braunsberg umgewandelt. 1879 wurden reichsweit einheitlich Gerichte gebildet. In Braunsberg entstand so das Amtsgericht Braunsberg und das Landgericht Braunsberg. 1927 kam noch das Arbeitsgericht Braunsberg hinzu. Unter polnischer Verwaltung entstand das Sąd Rejonowy w Braniewie (1950–1975: Sąd Powiatowy w Braniewie).

## Persönlichkeiten
Nach Geburtsjahr geordnet
- Stanislaus Hosius (1504–1579), Fürstbischof von Ermland, gründete das noch heute existierende Lyceum Hosianum in Braunsberg
- Regina Protmann (1552–1613), Gründerin der Katharinenschwestern, Selige
- Michael Radau SJ (1617–1687), Theologe
- Johann Oestreich (1750–1833), Unternehmer und Förderer des Schulwesens
- Johann von Hochstetter (1784–1867), preußischer Generalmajor
- Karl Carvacchi (1791–1869), Kaufmann und Verwaltungsbeamter
- Eduard Regenbrecht (1791–1849), Rechtswissenschaftler, Rektor der Universität Breslau
- Josef Annegarn (1794–1843), Pädagoge und Professor am Lyceum Hosium für Kirchengeschichte und Kirchenrecht
- Johann Josef Regenbrecht (1797–1854), Propst in Königsberg, Domherr in Posen
- Carl Ferdinand Johannes Hahn (1801–1876), Richter, Mitglied der Frankfurter Nationalversammlung und des Preußischen Abgeordnetenhauses
- Otto von der Mülbe (1801–1891), General der Infanterie
- Jacob Aloys Lilienthal (1802–1875), Gymnasiallehrer und ostpreußischer Regionalhistoriker
- Heinrich Bronsart von Schellendorff (1803–1874), preußischer Generalleutnant
- August Willich (1810–1878), Revolutionär und General der Unionsarmee im amerikanischen Sezessionskrieg
- Hermann Romahn (1814–1882), Mitglied des Preußischen Abgeordnetenhauses
- Karl Weierstraß (1815–1897), Mathematiker, war in Braunsberg als Lehrer tätig
- Gustav von Tempsky (1828–1868), Abenteurer, Aquarellmaler
- Karl Schulz (1838–nach 1874), Jurist und Landrat im Kreis Stallupönen
- Wilhelm Killing (1847–1923), Mathematiker, war in Braunsberg als Lehrer tätig
- Maria Czygan (1868–nach 1936), Schriftstellerin
- Siegfried Graf Lehndorff (1869–1956), leitete von 1931 bis 1934 das Gestüt Braunsberg
- Friedrich von Buch (1876–1959), deutscher General
- Max Meinertz (1880–1965), katholischer Theologe
- Philipp Funk (1884–1937), Professor für Geschichte an der Staatlichen Akademie in Braunsberg
- Hermann Hefele (1885–1936), Professor für Geschichte an der Staatlichen Akademie in Braunsberg
- Karl Eschweiler (1886–1936), von 1928 bis 1936 Professor für Dogmatik an der Staatlichen Akademie in Braunsberg, Rektor der Akademie
- Josef König (1889–1959), Funktionär der Sozialistischen Einheitspartei Deutschlands (SED)
- Friedrich Broede (1890–1935), Arbeiter und Kommunist
- Erich Hippler (1892–1969), Verwaltungsjurist, Landrat in Hildesheim, Heimatforscher und Genealoge
- Friedrich Gramsch (1894–1955), Ministerialdirektor
- Ernst Lichtenstein (1900–1971), deutscher Erziehungswissenschaftler und Hochschullehrer
- Ernst Laws (1903–1981), katholischer Geistlicher, Autor und Herausgeber
- Karl August Fink (1904–1983), von 1937 bis 1940 Professor für Kirchengeschichte an der Staatlichen Akademie in Braunsberg
- Franz-Reinhold Hildebrandt (1906–1991), evangelischer Pfarrer, Vertreter der Bekennenden Kirche, Propst in Halberstadt und Quedlinburg, Präsident der Kirchenkanzlei der EKU, Oberdomprediger zu Berlin
- Aloys Wein (1907–1998), Künstler, Maler
- Konrad Zuse (1910–1995), Bauingenieur, Erfinder und Unternehmer (Zuse KG), lebte als Kind 1912–1923 in Braunsberg
- Karl Kunkel (1913–2012), katholischer Priester
- Gerhard Schröder (1914–2010), Funktionär (DBB und BRH)
- Rainer Barzel (1924–2006), Politiker (CDU)
- Dieter Georg Baumewerd (1932–2015), Architekt
- Norbert Matern (* 1934), Journalist und Publizist
- Kerstin de Ahna (* 1935), Schauspielerin und Synchronsprecherin
- Hartmut Bagger (1938–2024), General, Generalinspekteur der Bundeswehr
- Peter Riebensahm (* 1938), Leichtathlet
- Peter Samulski (1938–2012), Bibliothekar und Langstreckenläufer
- Horst Wiechert (* 1938), deutscher Physiker
- Reinhold Huhn (1942–1962), Todesopfer der Berliner Mauer
- Werner Widder (* 1944), Generalmajor der Bundeswehr
- Wojciech Penkalski (* 1974), Politiker
- Bartosz Białkowski (* 1987), Fußballspieler
- Aleksandra Lisowska (* 1990), Langstreckenläuferin